# Via Borgonuovo
Via Borgonuovo è una strada situata nel centro di Milano, tra via Monte di Pietà e via Fatebenefratelli. La via, lunga meno di 400 metri, è tra le più eleganti e ricche di palazzi della città.

## Storia e origine del nome
Nell'antica toponomastica milanese, con il termine "borgo" si indicava una qualsiasi via sorta al di fuori della antiche mura romane della città, da cui il primo nome della via fu semplicemente Borgo Nuovo. Col tempo il termine borgo venne inglobato nel nome della via, e nel XVIII secolo la via veniva chiamata contrada di Borgo Nuovo. Anche se già nel XVII secolo la via era già ricca di bei palazzi tanto da essere soprannominata "contrada dei sciuri" (ovvero la via dei signori, intesi come nobili), fu solo un secolo più tardi che vennero edificati i numerosi palazzi nobiliari come conseguenza della soppressione del monastero della chiesa di Sant'Erasmo, che possedevano vasti appezzamenti di terreno nella via. Tale convento veniva soprannominato "Monastero Nuovo" proprio per via della sua collocazione nella contrada.

## Palazzi e monumenti
Sono molteplici i palazzi degni di nota della via:
- Casa Branca, al n° 2
- Casa Pusterla Bernasconi, al n° 3
- Casa Sioli Legnani, al n° 5
- Palazzo Greppi, al n° 9
- Palazzo Orsini, al n° 11
- Palazzo Perego di Cremnago, al n° 14-16
- Palazzo Recalcati Tagliasacchi, al n° 15
- Casa Crespi, al n° 18
- Palazzo Bigli Samoyloff, al n° 20
- Palazzo Moriggia, al n° 23
- Casa Valerio, al n° 24
- Palazzo Landriani, al n° 25
- Palazzo Ayroldi, al n° 27

Prima della fine del XVIII secolo, prima delle relative soppressioni, la via era sede di due chiese e annessi conventi:
- Chiesa di Sant'Erasmo
- Chiesa di Santa Maria di Carugate

## Trasporti
- Montenapoleone
- Lanza